# Tom Høgli
Tom Høgli (Harstad, 24 febbraio 1984) è un ex calciatore norvegese, di ruolo difensore.

## Caratteristiche tecniche
Høgli ha giocato da centrocampista con la maglia del Bodø/Glimt, per essere poi riutilizzato come terzino con il passaggio al Tromsø.

## Carriera

### Club

#### Bodø/Glimt
Høgli ha cominciato la carriera professionistica con la maglia del Bodø/Glimt. Ha esordito in prima squadra il 7 maggio 2003, nel primo turno dell'edizione stagionale del Norgesmesterskapet, sostituendo Ville Lehtinen nel successo per 3-5 sul campo del Verdal. Per debuttare nell'Eliteserien, ha dovuto attendere il 21 settembre dello stesso anno, quando è subentrato questa volta ad André Hanssen nel successo per 3-0 sul Brann.
L'anno successivo, il suo spazio in squadra è aumentato. Il Bodø/Glimt ha rischiato però la retrocessione, salvandosi soltanto alle qualificazioni per l'Eliteserien. Nel campionato 2005, la sua squadra ha chiuso all'ultimo posto in classifica e retrocesse così in 1. divisjon. Dopo aver mancato la promozione nella massima divisione, Høgli è stato acquistato dal Tromsø.

#### Tromsø
Il 29 marzo 2007, il Tromsø ne ha ufficializzato l'ingaggio sul proprio sito ufficiale. Il calciatore si è legato al nuovo club con un contratto dalla durata di quattro anni e mezzo. Ha esordito con la nuova maglia il 9 aprile, subentrando a Patrice Bernier nel successo per 1-0 contro il Vålerenga. Si è imposto come terzino, in squadra, conquistando un posto da titolare. Nel 2010, ha ricevuto il premio Kniksen come miglior difensore dell'anno.
Il 29 maggio 2011 ha segnato la prima rete nella massima divisione norvegese, con un calcio di rigore che ha fissato sul definitivo 4-0 la vittoria sul Brann.

#### Club Bruges
Il 18 giugno 2011, è stato annunciato il trasferimento di Høgli ai belgi del Club Bruges, per cui ha firmato un contratto dalla durata triennale. Ha scelto la maglia numero 2. Il 29 giugno, si è aggregato alla nuova squadra. Il 7 agosto ha esordito nella Pro League, sostituendo Jannes Vansteenkiste nel pareggio per 3-3 sul campo del Sint Truiden.

#### Copenaghen
Il 31 gennaio 2014 ha firmato ufficialmente un contratto con il Copenaghen, valido a partire dal 1º luglio 2014. Il 22 maggio 2017 ha rinnovato l'accordo che lo legava al club fino al 31 dicembre successivo.

#### Ritorno al Tromsø e ritiro
Terminato il suo contratto con il Copenaghen, fa ritorno al Tromsø. Terminata la sua seconda esperienza con il club si ritira dal calcio.

### Nazionale
Høgli conta 10 presenze per la Norvegia under 21. La prima di queste è stata datata 17 gennaio 2005, sostituendo Mounir Hamoud nel successo per 1-2 sulla Cina under 21. Il 20 agosto 2008, è arrivato anche l'esordio nella Nazionale maggiore, quando è stato titolare nel pareggio per 1-1 contro l'Irlanda. L'11 ottobre 2011 ha segnato la prima rete, nel successo per 3-1 su Cipro. Il 26 maggio 2012, in occasione della sfida amichevole contro l'Inghilterra, ha ricevuto il Gullklokka per la 25ª presenza in Nazionale. Il 13 novembre 2013, è stato scelto come capitano della Norvegia in vista dell'amichevole contro la Danimarca, a causa dell'assenza di Brede Hangeland. Il 15 novembre 2015 ha annunciato il proprio ritiro dalla Nazionale norvegese, congedandosi con il bottino di 49 presenze e 2 reti.
Ha partecipato anche alla Coppa del mondo VIVA 2006, con la selezione dei Sami, formazione non riconosciuta dalla FIFA. La sua squadra si è imposta al termine della manifestazione, con Høgli che ha vinto la classifica marcatori con 6 reti, assieme ai compagni di squadra Eirik Lamøy e Steffen Nystrøm.

## Statistiche

### Presenze e reti nei club
Statistiche aggiornate al 1º gennaio 2019.
| Stagione           | Club               | Campionato         | Campionato | Campionato | Coppe nazionali | Coppe nazionali | Coppe nazionali | Coppe continentali | Coppe continentali | Coppe continentali | Supercoppe | Supercoppe | Supercoppe | Totale | Totale |
| Stagione           | Club               | Comp               | Pres       | Reti       | Comp            | Pres            | Reti            | Comp               | Pres               | Reti               | Comp       | Pres       | Reti       | Pres   | Reti   |
| ------------------ | ------------------ | ------------------ | ---------- | ---------- | --------------- | --------------- | --------------- | ------------------ | ------------------ | ------------------ | ---------- | ---------- | ---------- | ------ | ------ |
| 2003               | Bodø/Glimt         | ES                 | 1          | 0          | CN              | 1               | 0               | -                  | -                  | -                  | -          | -          | -          | 2      | 0      |
| 2004               | Bodø/Glimt         | ES                 | 13+1       | 0          | CN              | 4               | 0               | CU                 | 1                  | 0                  | -          | -          | -          | 19     | 0      |
| 2005               | Bodø/Glimt         | ES                 | 17         | 0          | CN              | 3               | 0               | -                  | -                  | -                  | -          | -          | -          | 20     | 0      |
| 2006               | Bodø/Glimt         | 1D                 | 28         | 3          | CN              | 1               | 0               | -                  | -                  | -                  | -          | -          | -          | 29     | 3      |
| Totale Bodø/Glimt  | Totale Bodø/Glimt  | Totale Bodø/Glimt  | 59+1       | 3          |                 | 9               | 0               |                    | 1                  | 0                  |            | -          | -          | 70     | 3      |
| 2007               | Tromsø             | ES                 | 14         | 0          | CN              | 4               | 0               | -                  | -                  | -                  | -          | -          | -          | 2      | 0      |
| 2008               | Tromsø             | ES                 | 24         | 0          | CN              | 2               | 0               | -                  | -                  | -                  | -          | -          | -          | 26     | 0      |
| 2009               | Tromsø             | ES                 | 28         | 0          | CN              | 3               | 0               | UEL                | 6                  | 0                  | -          | -          | -          | 37     | 0      |
| 2010               | Tromsø             | ES                 | 30         | 0          | CN              | 4               | 0               | -                  | -                  | -                  | -          | -          | -          | 34     | 0      |
| gen.-lug. 2011     | Tromsø             | ES                 | 10         | 1          | CN              | 4               | 0               | -                  | -                  | -                  | -          | -          | -          | 14     | 1      |
| 2011-2012          | Club Bruges        | D1                 | 31         | 0          | CB              | 0               | 0               | UEL                | 8                  | 0                  | -          | -          | -          | 39     | 0      |
| 2012-2013          | Club Bruges        | D1                 | 24         | 0          | CB              | 2               | 0               | UCL+UEL            | 0+4                | 0                  | -          | -          | -          | 30     | 0      |
| 2013-2014          | Club Bruges        | D1                 | 21         | 1          | CB              | 1               | 0               | UEL                | 2                  | 0                  | -          | -          | -          | 24     | 1      |
| Totale Club Bruges | Totale Club Bruges | Totale Club Bruges | 76         | 1          |                 | 3               | 0               |                    | 14                 | 0                  |            | -          | -          | 93     | 1      |
| 2014-2015          | Copenaghen         | SL                 | 31         | 1          | CD              | 4               | 0               | UCL                | 4+5                | 0                  | -          | -          | -          | 44     | 1      |
| 2015-2016          | Copenaghen         | SL                 | 8          | 0          | CD              | 3               | 0               | UEL                | 2                  | 0                  | -          | -          | -          | 13     | 0      |
| 2016-2017          | Copenaghen         | SL                 | 9          | 0          | CD              | 3               | 0               | UCL+UEL            | 1+1                | 0                  | -          | -          | -          | 14     | 0      |
| lug.-dic. 2017     | Copenaghen         | SL                 | 2          | 0          | CD              | 0               | 0               | UCL                | 1                  | 0                  | -          | -          | -          | 3      | 0      |
| Totale Copenaghen  | Totale Copenaghen  | Totale Copenaghen  | 50         | 1          |                 | 10              | 0               |                    | 14                 | 0                  |            | -          | -          | 74     | 1      |
| 2018               | Tromsø             | ES                 | 13         | 0          | CN              | 2               | 0               | -                  | -                  | -                  | -          | -          | -          | 15     | 0      |
| Totale Tromsø      | Totale Tromsø      | Totale Tromsø      | 119        | 1          |                 | 24              | 0               |                    | 6                  | 0                  |            | -          | -          | 149    | 1      |
| Totale             | Totale             | Totale             | 304+1      | 6+0        |                 | 46              | 0               |                    | 35                 | 0                  |            | -          | -          | 386    | 6      |

### Cronologia presenze e reti in Nazionale
| Cronologia completa delle presenze e delle reti in nazionale ― Norvegia | Cronologia completa delle presenze e delle reti in nazionale ― Norvegia | Cronologia completa delle presenze e delle reti in nazionale ― Norvegia | Cronologia completa delle presenze e delle reti in nazionale ― Norvegia | Cronologia completa delle presenze e delle reti in nazionale ― Norvegia | Cronologia completa delle presenze e delle reti in nazionale ― Norvegia | Cronologia completa delle presenze e delle reti in nazionale ― Norvegia | Cronologia completa delle presenze e delle reti in nazionale ― Norvegia |
| Data                                                                    | Città                                                                   | In casa                                                                 | Risultato                                                               | Ospiti                                                                  | Competizione                                                            | Reti                                                                    | Note                                                                    |
| ----------------------------------------------------------------------- | ----------------------------------------------------------------------- | ----------------------------------------------------------------------- | ----------------------------------------------------------------------- | ----------------------------------------------------------------------- | ----------------------------------------------------------------------- | ----------------------------------------------------------------------- | ----------------------------------------------------------------------- |
| 20-8-2008                                                               | Oslo                                                                    | Norvegia                                                                | 1 – 1                                                                   | Irlanda                                                                 | Amichevole                                                              | -                                                                       |                                                                         |
| 6-9-2008                                                                | Oslo                                                                    | Norvegia                                                                | 2 – 2                                                                   | Islanda                                                                 | Qual. Mondiali 2010                                                     | -                                                                       |                                                                         |
| 19-11-2008                                                              | Dnipropetrovs'k                                                         | Ucraina                                                                 | 1 – 0                                                                   | Norvegia                                                                | Amichevole                                                              | -                                                                       |                                                                         |
| 11-2-2009                                                               | Düsseldorf                                                              | Germania                                                                | 0 – 1                                                                   | Norvegia                                                                | Amichevole                                                              | -                                                                       |                                                                         |
| 28-3-2009                                                               | Rustenburg                                                              | Sudafrica                                                               | 2 – 1                                                                   | Norvegia                                                                | Amichevole                                                              | -                                                                       |                                                                         |
| 12-8-2009                                                               | Oslo                                                                    | Norvegia                                                                | 4 – 0                                                                   | Scozia                                                                  | Qual. Mondiali 2010                                                     | -                                                                       |                                                                         |
| 5-9-2009                                                                | Reykjavík                                                               | Islanda                                                                 | 1 – 1                                                                   | Norvegia                                                                | Qual. Mondiali 2010                                                     | -                                                                       |                                                                         |
| 10-10-2009                                                              | Oslo                                                                    | Norvegia                                                                | 1 – 0                                                                   | Sudafrica                                                               | Amichevole                                                              | -                                                                       |                                                                         |
| 14-11-2009                                                              | Ginevra                                                                 | Svizzera                                                                | 0 – 1                                                                   | Norvegia                                                                | Amichevole                                                              | -                                                                       |                                                                         |
| 3-3-2010                                                                | Žilina                                                                  | Slovacchia                                                              | 0 – 1                                                                   | Norvegia                                                                | Amichevole                                                              | -                                                                       |                                                                         |
| 29-5-2010                                                               | Oslo                                                                    | Norvegia                                                                | 2 – 1                                                                   | Montenegro                                                              | Amichevole                                                              | -                                                                       |                                                                         |
| 2-6-2010                                                                | Oslo                                                                    | Norvegia                                                                | 0 – 1                                                                   | Ucraina                                                                 | Amichevole                                                              | -                                                                       |                                                                         |
| 11-8-2010                                                               | Oslo                                                                    | Norvegia                                                                | 2 – 1                                                                   | Francia                                                                 | Amichevole                                                              | -                                                                       |                                                                         |
| 3-9-2010                                                                | Reykjavík                                                               | Islanda                                                                 | 1 – 2                                                                   | Norvegia                                                                | Qual. Euro 2012                                                         | -                                                                       |                                                                         |
| 7-9-2010                                                                | Oslo                                                                    | Norvegia                                                                | 1 – 0                                                                   | Portogallo                                                              | Qual. Euro 2012                                                         | -                                                                       |                                                                         |
| 8-10-2010                                                               | Larnaca                                                                 | Cipro                                                                   | 1 – 2                                                                   | Norvegia                                                                | Qual. Euro 2012                                                         | -                                                                       |                                                                         |
| 17-11-2010                                                              | Dublino                                                                 | Irlanda                                                                 | 1 – 1                                                                   | Norvegia                                                                | Amichevole                                                              | -                                                                       |                                                                         |
| 5-6-2011                                                                | Lisbona                                                                 | Portogallo                                                              | 1 – 0                                                                   | Norvegia                                                                | Qual. Euro 2012                                                         | -                                                                       |                                                                         |
| 7-6-2011                                                                | Oslo                                                                    | Norvegia                                                                | 1 – 0                                                                   | Lituania                                                                | Amichevole                                                              | -                                                                       |                                                                         |
| 10-8-2011                                                               | Oslo                                                                    | Norvegia                                                                | 3 – 0                                                                   | Rep. Ceca                                                               | Amichevole                                                              | -                                                                       |                                                                         |
| 2-9-2011                                                                | Oslo                                                                    | Norvegia                                                                | 1 – 0                                                                   | Islanda                                                                 | Qual. Euro 2012                                                         | -                                                                       |                                                                         |
| 6-9-2011                                                                | Copenaghen                                                              | Danimarca                                                               | 2 – 0                                                                   | Norvegia                                                                | Qual. Euro 2012                                                         | -                                                                       |                                                                         |
| 11-10-2011                                                              | Oslo                                                                    | Norvegia                                                                | 3 – 1                                                                   | Cipro                                                                   | Qual. Euro 2012                                                         | 1                                                                       |                                                                         |
| 29-2-2012                                                               | Belfast                                                                 | Irlanda del Nord                                                        | 0 – 3                                                                   | Norvegia                                                                | Amichevole                                                              | -                                                                       |                                                                         |
| 2-6-2012                                                                | Oslo                                                                    | Norvegia                                                                | 0 – 1                                                                   | Inghilterra                                                             | Amichevole                                                              | -                                                                       |                                                                         |
| 15-8-2012                                                               | Oslo                                                                    | Norvegia                                                                | 2 – 3                                                                   | Grecia                                                                  | Amichevole                                                              | -                                                                       |                                                                         |
| 14-11-2012                                                              | Budapest                                                                | Ungheria                                                                | 0 – 2                                                                   | Norvegia                                                                | Amichevole                                                              | -                                                                       |                                                                         |
| 7-2-2013                                                                | Siviglia                                                                | Ucraina                                                                 | 2 – 0                                                                   | Norvegia                                                                | Amichevole                                                              | -                                                                       |                                                                         |
| 22-3-2013                                                               | Oslo                                                                    | Norvegia                                                                | 0 – 1                                                                   | Albania                                                                 | Qual. Mondiali 2014                                                     | -                                                                       |                                                                         |
| 7-6-2013                                                                | Tirana                                                                  | Albania                                                                 | 1 – 1                                                                   | Norvegia                                                                | Qual. Mondiali 2014                                                     | 1                                                                       |                                                                         |
| 11-6-2013                                                               | Oslo                                                                    | Norvegia                                                                | 2 – 0                                                                   | Macedonia                                                               | Amichevole                                                              | -                                                                       |                                                                         |
| 14-8-2013                                                               | Solna                                                                   | Svezia                                                                  | 4 – 2                                                                   | Norvegia                                                                | Amichevole                                                              | -                                                                       |                                                                         |
| 6-9-2013                                                                | Oslo                                                                    | Norvegia                                                                | 2 – 0                                                                   | Cipro                                                                   | Qual. Mondiali 2014                                                     | -                                                                       |                                                                         |
| 10-9-2013                                                               | Oslo                                                                    | Norvegia                                                                | 0 – 2                                                                   | Svizzera                                                                | Qual. Mondiali 2014                                                     | -                                                                       |                                                                         |
| 11-10-2013                                                              | Maribor                                                                 | Slovenia                                                                | 3 – 0                                                                   | Norvegia                                                                | Qual. Mondiali 2014                                                     | -                                                                       |                                                                         |
| 15-10-2013                                                              | Oslo                                                                    | Norvegia                                                                | 1 – 1                                                                   | Islanda                                                                 | Qual. Mondiali 2014                                                     | -                                                                       |                                                                         |
| 15-11-2013                                                              | Herning                                                                 | Danimarca                                                               | 2 – 1                                                                   | Norvegia                                                                | Amichevole                                                              | -                                                                       | cap.                                                                    |
| 19-11-2013                                                              | Molde                                                                   | Norvegia                                                                | 0 – 1                                                                   | Scozia                                                                  | Amichevole                                                              | -                                                                       | cap.                                                                    |
| 5-3-2014                                                                | Praga                                                                   | Rep. Ceca                                                               | 2 – 2                                                                   | Norvegia                                                                | Amichevole                                                              | -                                                                       |                                                                         |
| 27-5-2014                                                               | Saint-Denis                                                             | Francia                                                                 | 4 – 0                                                                   | Norvegia                                                                | Amichevole                                                              | -                                                                       |                                                                         |
| 31-5-2014                                                               | Oslo                                                                    | Norvegia                                                                | 1 – 1                                                                   | Russia                                                                  | Amichevole                                                              | -                                                                       | cap.                                                                    |
| 12-11-2014                                                              | Oslo                                                                    | Norvegia                                                                | 0 – 1                                                                   | Estonia                                                                 | Amichevole                                                              | -                                                                       |                                                                         |
| 16-11-2014                                                              | Baku                                                                    | Azerbaigian                                                             | 0 – 1                                                                   | Norvegia                                                                | Qual. Euro 2016                                                         | -                                                                       |                                                                         |
| 28-3-2015                                                               | Zagabria                                                                | Croazia                                                                 | 5 – 1                                                                   | Norvegia                                                                | Qual. Euro 2016                                                         | -                                                                       |                                                                         |
| 8-6-2015                                                                | Oslo                                                                    | Norvegia                                                                | 0 – 0                                                                   | Svezia                                                                  | Amichevole                                                              | -                                                                       |                                                                         |
| 12-6-2015                                                               | Oslo                                                                    | Norvegia                                                                | 0 – 0                                                                   | Azerbaigian                                                             | Qual. Euro 2016                                                         | -                                                                       |                                                                         |
| 3-9-2015                                                                | Sofia                                                                   | Bulgaria                                                                | 0 – 1                                                                   | Norvegia                                                                | Qual. Euro 2016                                                         | -                                                                       | cap.                                                                    |
| 6-9-2015                                                                | Oslo                                                                    | Norvegia                                                                | 2 – 0                                                                   | Croazia                                                                 | Qual. Euro 2016                                                         | -                                                                       |                                                                         |
| 12-11-2015                                                              | Oslo                                                                    | Norvegia                                                                | 0 – 1                                                                   | Ungheria                                                                | Qual. Euro 2016                                                         | -                                                                       |                                                                         |
| Totale                                                                  |                                                                         | Presenze                                                                | 49                                                                      |                                                                         | Reti                                                                    | 2                                                                       |                                                                         |

## Palmarès

### Club
- Campionato danese: 1

Copenaghen: 2016-2017

### Individuale
- Premio Kniksen per il miglior difensore dell'anno: 1

2010
- Gullklokka

2012